# Boschi delle Colline di Capalbio
Boschi delle Colline di Capalbio este o arie protejată (arie specială de conservare — SAC, sit de importanță comunitară — SCI) din Italia întinsă pe o suprafață de 6.024 ha, integral pe uscat.

## Localizare
Centrul sitului Boschi delle Colline di Capalbio este situat la coordonatele 42°29′38″N 11°23′50″E / 42.493889°N 11.397222°E.

## Înființare
Situl Boschi delle Colline di Capalbio a fost declarat sit de importanță comunitară în iunie 1995 pentru a proteja 19 specii de animale. Situl a fost protejat și ca arie specială de conservare în mai 2016.

## Biodiversitate
Situată în ecoregiunea mediteraneană, aria protejată conține 9 habitate naturale: Lacuri eutrofice naturale cu vegetație de tip Magnopotamion sau Hydrocharition, Păduri panonice-balcanice de stejar turcesc - stejar sesil, Iazuri temporare mediteraneene, Tufărișuri termo-mediteraneene și de pre-deșert, Ape stătătoare oligotrofe până la mezotrofe, cu vegetație de Littorelletea uniflorae și/sau de Isoëto-Nanojuncetea, Pseudostepă cu ierburi și specii anuale de Thero-Brachypodietea, Ape oligotrofe în general din solurile nisipoase vest-mediteraneene, cu un conținut foarte redus de minerale, cu Isoetes spp., Păduri de Quercus ilex și Quercus rotundifolia, Păduri de stejar alb estice.
La baza desemnării sitului se află mai multe specii protejate:
- păsări (16): fâsă-de-câmp (Anthus campestris), caprimulg (Caprimulgus europaeus), șerpar (Circaetus gallicus), erete cenușiu (Circus pygargus), dumbrăveancă (Coracias garrulus), presură de grădină (Emberiza hortulana), șoimul rândunelelor (Falco subbuteo), vânturel roșu (Falco tinnunculus), sfrâncioc roșiatic (Lanius collurio), sfrâncioc cu cap roșu (Lanius senator), ciocârlie de pădure (Lullula arborea), mierlă albastră (Monticola solitarius), ciuf-pitic (Otus scops), viespar (Pernis apivorus), Sylvia conspicillata, silvie de tufiș (Sylvia undata)
- reptile (3): șarpele cu patru dungi (Elaphe quatuorlineata), țestoasa de baltă (Emys orbicularis), țestoasă bănățeană (Testudo hermanni)

Pe lângă speciile protejate, pe teritoriul sitului au mai fost identificate 19 specii de plante, 1 specie de amfibieni, 4 specii de mamifere, 3 specii de nevertebrate, 3 specii de reptile.